# Пядышев, Борис Дмитриевич
Бори́с Дми́триевич Пя́дышев (22 октября 1932, Саратов, Саратовская область — 8 июня 2018) — советский и российский историк-международник, американист, дипломат. Доктор исторических наук (1978), Чрезвычайный и полномочный посол СССР (1989), заслуженный работник дипломатической службы Российской Федерации (2000). Специалист в области советско-американских и российско-американских отношений, американской военной политики.

## Биография
Окончил Московский институт международных отношений (1956). С 1956 года работал в системе МИД СССР. В 1962 году защитил кандидатскую диссертацию «Об агрессивных внешнеполитических концепциях США : 1945—1962 гг.». В 1968—1971 годах — советник Посольства СССР в Великобритании. В 1971—1974 годах — заместитель заведующего Отделом печати Министерства иностранных дел СССР.
В 1974—1975 годах — консультант ЦК КПСС, затем помощник Председателя Совета министров СССР А. Н. Косыгина (1975).
В 1975—1983 годах — посланник Посольства СССР в Болгарии. В 1983—1988 годах — заместитель заведующего Отделом США, заместитель начальника Управления информации МИД СССР.
В качестве Посла по особым поручениям выполнял миссии в Югославии и Афганистане, возглавлял советскую делегацию на Информационном форуме в Лондоне, представлял Российскую Федерацию в Комитете по безопасности в ООН. В течение десятилетий был членом делегации РФ на Генеральной Ассамблее ООН.
В 1989—2009 годах был главным редактором журнала «Международная жизнь». Действительный член Международной академии информатизации (1996).
Владел английским, болгарским и испанским языками.
Был женат, двое детей. Дочь Евгения — кандидат исторических наук, заместитель главного редактора журнала «Международная жизнь». Сын Дмитрий — советник МИД РФ

## Основные работы
- Пентагон и внешняя политика США (1961) (под псевдонимом Бор. Дмитриев);
- США: опасность справа (1963) (под псевдонимом Бор. Дмитриев);
- США: политики-генералы-дипломаты (1971) (под псевдонимом Бор. Дмитриев);
- Военно-промышленный комплекс США (1974);
- Диалог Москва — Вашингтон и Европа (1974) (в соавторстве);
- Опасность: милитаризм в политике, экономике, идеологии США (1981);
- Третья мировая — в бестселлерах и не только. — М.: Наука, 1985. — 192 с. — 38 800 экз. (в сер. «История и современность»);
- Russia and the World (1991).

## Награды и звания
- Орден Почёта (9 января 2008 года) — за большой вклад в развитие культуры, печати телерадиовещания и многолетнюю плодотворную деятельность[1].
- Орден Дружбы (25 ноября 2004 года) — за большой вклад в информационное обеспечение внешней политики Российской Федерации[2].
- Орден «Знак Почёта».
- Орден Народной Республики Болгария I степени (НРБ).
- Заслуженный работник дипломатической службы Российской Федерации (11 ноября 2000 года) — за заслуги в реализации внешнеполитического курса Российской Федерации и многолетнюю плодотворную дипломатическую деятельность[3].